# 兹洛尼采
兹洛尼采（捷克語：Zlonice）是捷克共和国中波希米亚州的一个集镇。

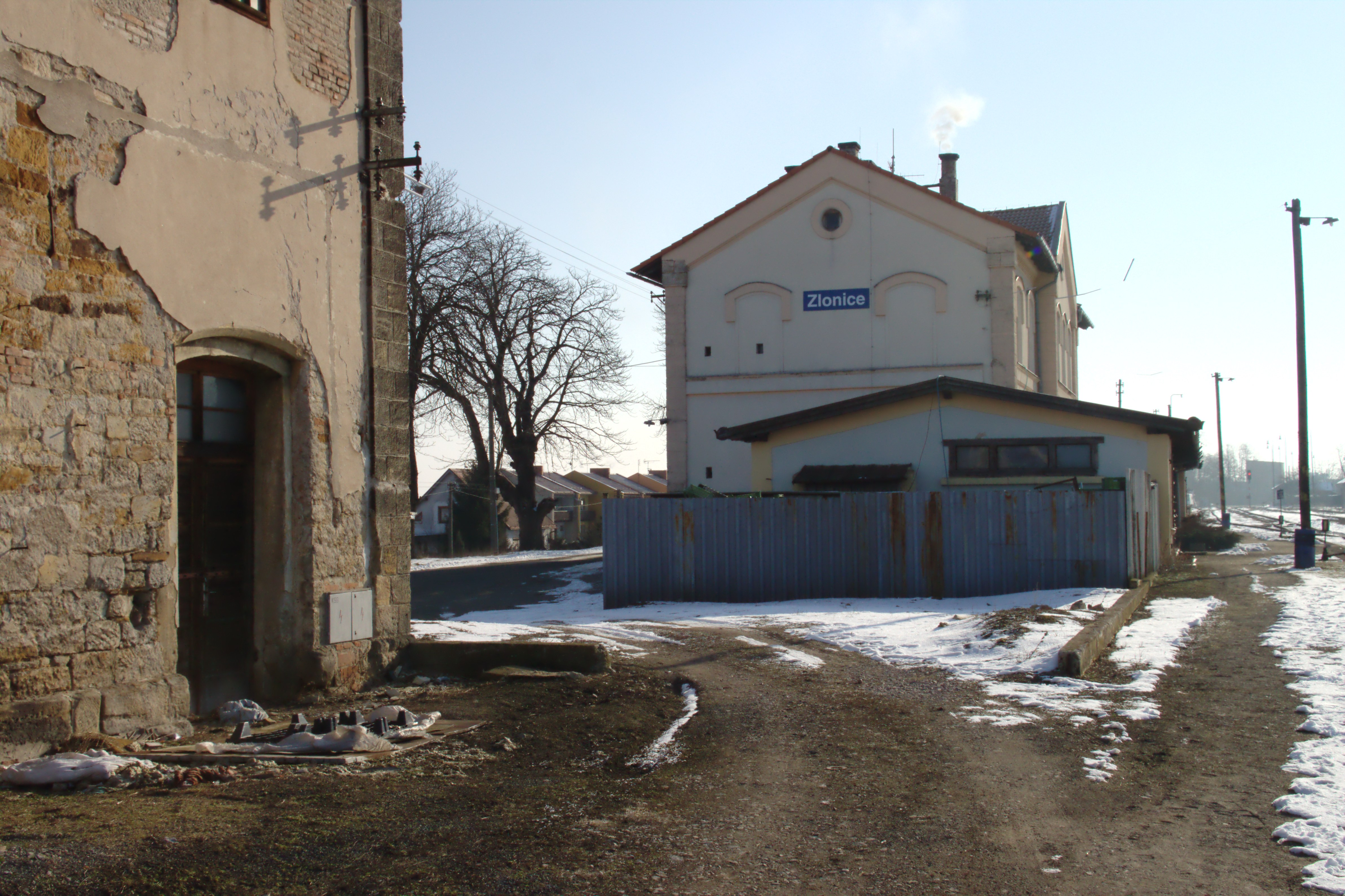
火车站

## 简介
兹洛尼采有许多巴洛克建筑，最有名的是圣母升天教堂。镇上还有一座为悼念安东宁·德沃夏克而建的纪念馆。德沃夏克从1853年至1856年旅居该镇，他的第一交响曲又叫做《兹洛尼采的钟声》。
该镇是著名小提琴演奏家文策尔·克伦普霍尔茨的诞生地，他是贝多芬音乐的忠实敬慕者。